# La Bonne Couleur
 (avril 2025).
Motif : Sources secondaires et notoriété de cet ouvrage ?
- Archive Wikiwix
- Bing
- Cairn
- DuckDuckGo
- E. Universalis
- Gallica
- Google
- G. Books
- G. News
- G. Scholar
- Persée
- Qwant
- (zh) Baidu
- (ru) Yandex
- (wd) trouver des œuvres sur Wikidata

| 1. | Préciser le motif de la pose du bandeau. | Précisez le motif de la pose du bandeau en utilisant la syntaxe suivante : {{admissibilité à vérifier\|date=avril 2025\|motif=remplacez ce texte par le motif}}                       |
| 2. | Informer les utilisateurs concernés.     | Pensez à avertir le créateur de l'article, par exemple, en insérant le code ci-dessous sur sa page de discussion : {{subst:avertissement admissibilité à vérifier\|La Bonne Couleur}} |

La Bonne Couleur est un roman de Yaël Hassan conseillé à partir de douze ans. Il a été publié par les éditions Casterman dans la collection Feeling en 2006.

## Résumé
L'action se déroule dans un pays imaginaire où la pensée, les sentiments et l'entraide sont interdits. Le pays est gouverné par une dictature prônant l'élitisme. 
Les couleurs d'uniforme distinguent les élèves suivant leurs capacités (d'où le titre) : violet pour les élites, rouge pour les bons, vert et bleu pour les élèves dans la norme et brun pour les plus mauvais. 
Max, jeune lycéen est surpris en compagnie d'un opposant au régime du nom de Félix, il doit quitter l'uniforme rouge pour le brun et connaît l'humiliation et les moqueries. Félix est arrêté et meurt en prison. Mais sa vie garde pour lui un sens grâce à un groupe de résistance dont faisait partie son père. Il reste révolté malgré les moqueries, l'iniquité du proviseur, la froideur de sa mère Magda et avec l'amitié de Marilyn, une élève de couleur violette. 
Un jour, son père sort de prison et le réseau prend forme.